# Norberto Alonso
Norberto Osvaldo "Beto" Alonso (født 4. januar 1953 i Buenos Aires, Argentina) er en tidligere argentinsk fodboldspiller, der som midtbanespiller eller alternativt angriber på Argentinas landshold var med til at vinde guld ved VM i 1978 på hjemmebane. I alt nåede han at spille 15 landskampe og score fire mål.
På klubplan spillede Alonso langt størstedelen af sin karriere hos River Plate i hjemlandet, som han blandt andet vandt hele syv argentinske mesterskaber med. Han havde også ophold hos ligarivalerne Vélez Sársfield og franske Olympique Marseille.

## Titler
Primera División de Argentina
- 1975 (Nacional), 1975 (Metropolitano), 1979 (Nacional), 1979 (Metropolitano), 1980 (Metropolitano), 1981 (Nacional) og 1986 med River Plate

Copa Libertadores
- 1986 med River Plate

Intercontinental Cup
- 1986 med River Plate

VM
- 1978 med Argentina